# محرك أبل للنقر والاهتزاز
محرك النقر والاهتزاز من أبل بالإنجليزية Taptic Engine ينطق تابـتك انجن.

مقارنة بين الاصدارات المختلفة

هو قطعة الكتروميكانيكية مسؤولة عن إنتاج اهتزاز ميكانيكي بسيط وموجه بهدف اطفاء طابع حسي للتفاعل الافتراضي تحت مسمي تجاري Haptic Touch و Force Touch.
أصدر لأول مرة في عام 2014 ضمن مكونات ساعة أبل Apple Watch  النسخة الأولى بهدف إعلام المستخدم بالتنبيهات الواردة والنقرات الخاصة على الشاشة كالضغط بشدة وإعادة إنتاج تعبيرات حسية مرسلة من الطرف المقابل كنبض القلب.

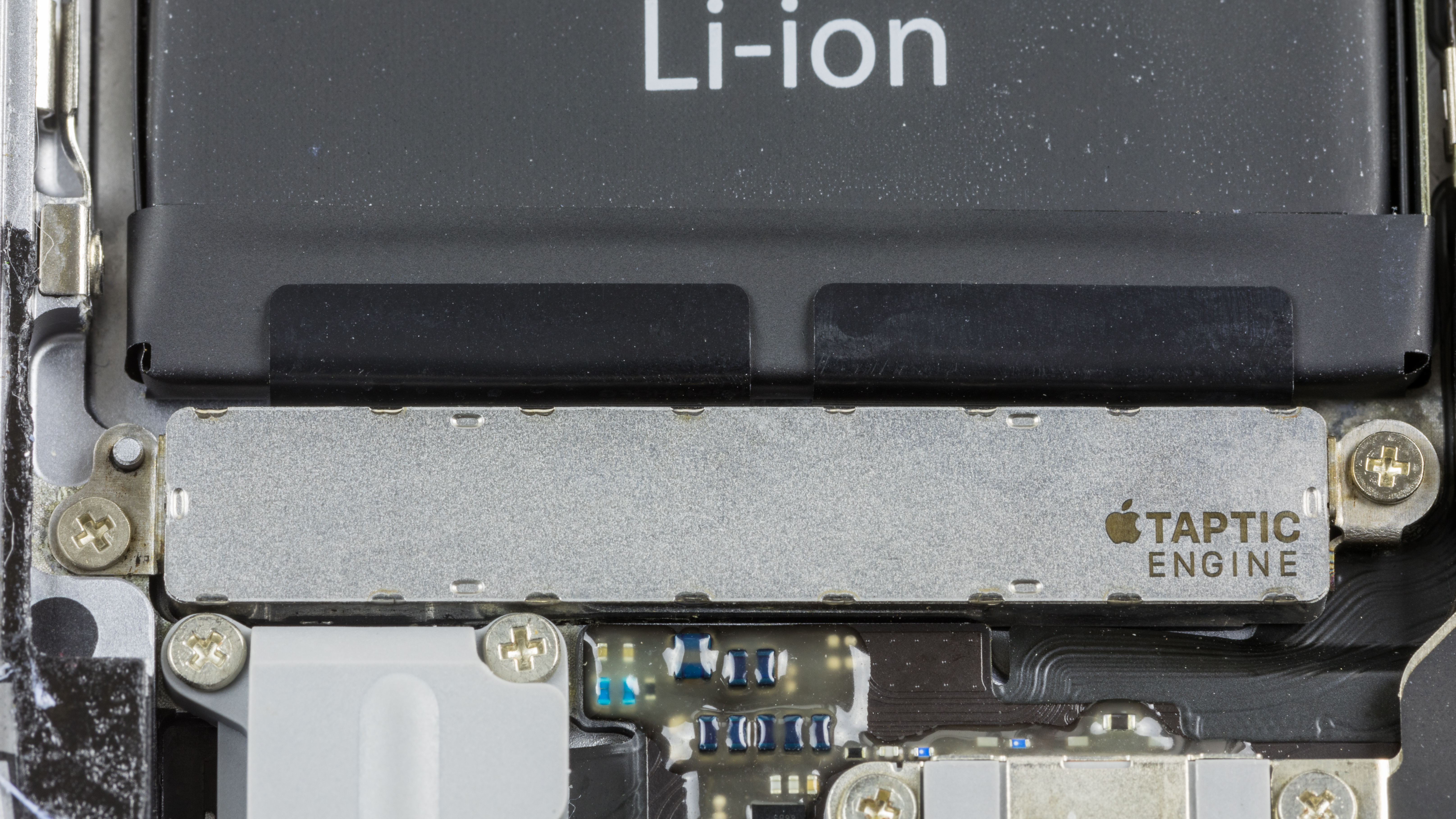
موضع المحرك النسخة الاولي وحجمه كما في هاتف ايفون ستة اس

كان المحرك متواجد بهاتف ايفون 6 بصفة اختبارية لكن لم يتم تسويقه ثم ظهر بوضوح في الهاتف التالي للشركة ايفون ستة اس  iPhone 6S  عام  2015 ليندمج مع وظيفتين جديدتين بالهاتف هما الضغط بشدة أو ماسمي تجاريا 3d touch وليتكامل وظيفيا مع استبدال المفتاح الرئيسي المتحرك بمفتاح ساكن يعمل باللمس فقط فيوفر نبضات واضحة تحاكي تحرك المفتاح لأسفل ثم استمر استخدام المحرك في الهواتف التالية حتى بعد ازالة الزر الرئيسي وازالة 3d touch كما في ايفون عشرة وما يليه وفي باقي منتجات للشركة.
كما تم استخدام المحرك أيضا في كافة فئة حواسب ماك بوك المحمولة بأنواعها لاستبدال خاصية المفتاح الميكانيكي في لوحة اللمس السفلية بأخرى ساكنة ومحاكاة الضغطات البسيطة و القوية من أي مكان على اللوحة مع توفير رد فعل واضح وقابل للتعديل للضغطات حسب التفضيل .

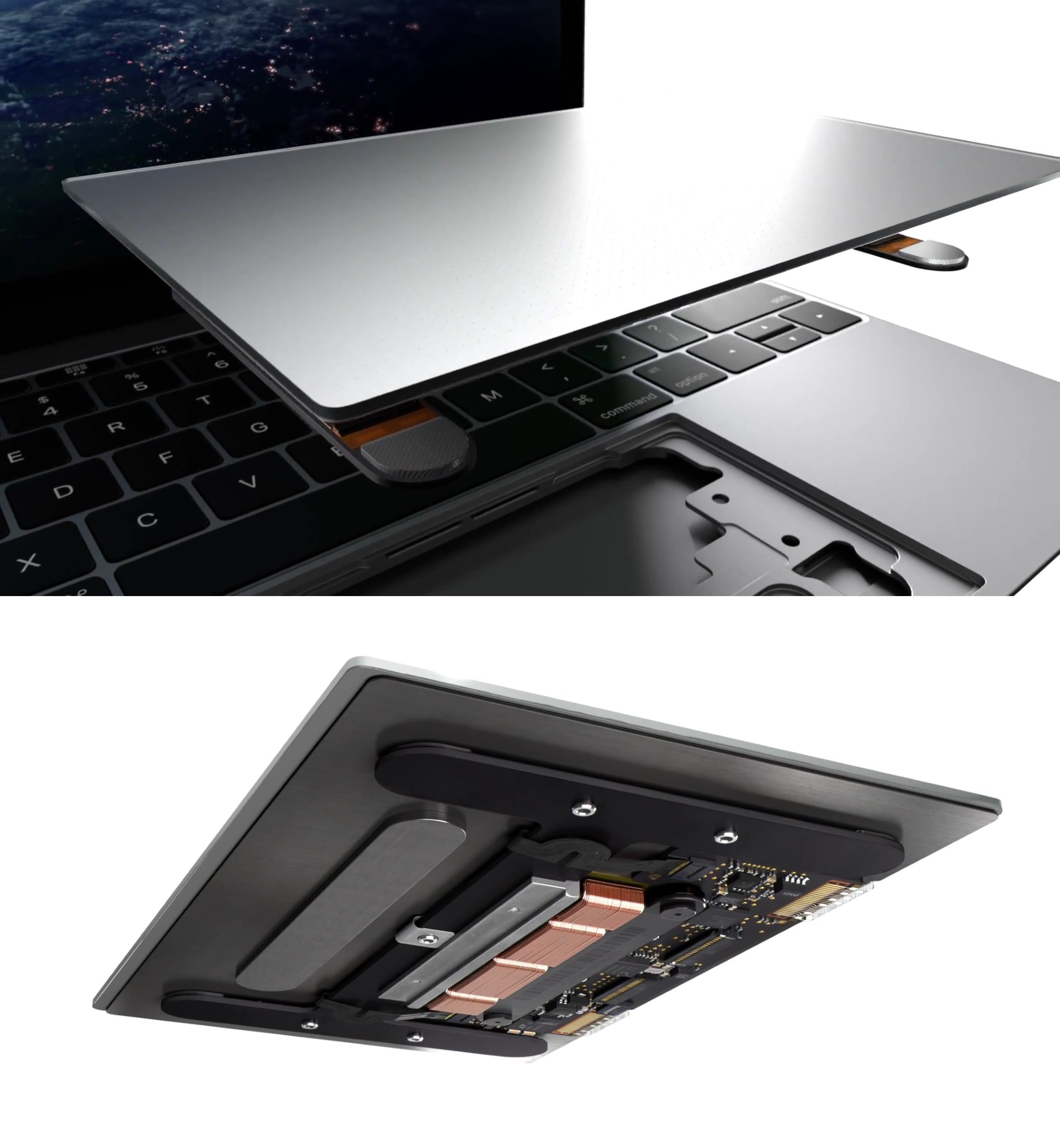
المحرك المستخدم في لوحات لمس اجهزة ماك بوك

كميزة رئيسية يوفر المحرك بعدا آخر للتفاعل الحسي مع الواجهات الافتراضية ويمَكن المستخدم من استشعار التنبيهات بشكل أدق مما يوفر ارتباط حسي بالعملية الافتراضية على الشاشة كالنقر أو السحب والإفلات أو بوصول اشعار بصورة أفضل وأكثر احترافية.
يتكون المحرك من ثقل مركزي مرتبط نابضين على أطرافه يتحرك حركة خطية متسارعة ويتوقف بصورة مفاجئة تحت تأثير مجال كهرومغناطيسي لحظي مما يسبب اهتزاز محكوم شبيه بالنقر في مدة لا تتعدى 10 أجزاء من الثانية.
في النسخ التالية تم تطوير المحرك بجعله أنحف وتم استخدام نوابض ورقية لكن مزال يعيبه كبر حجمه مقارنة ببدائله الدوارة لكنه يوفر مستوى متفوق من دقة التأثير والوضوح عن بدائله.

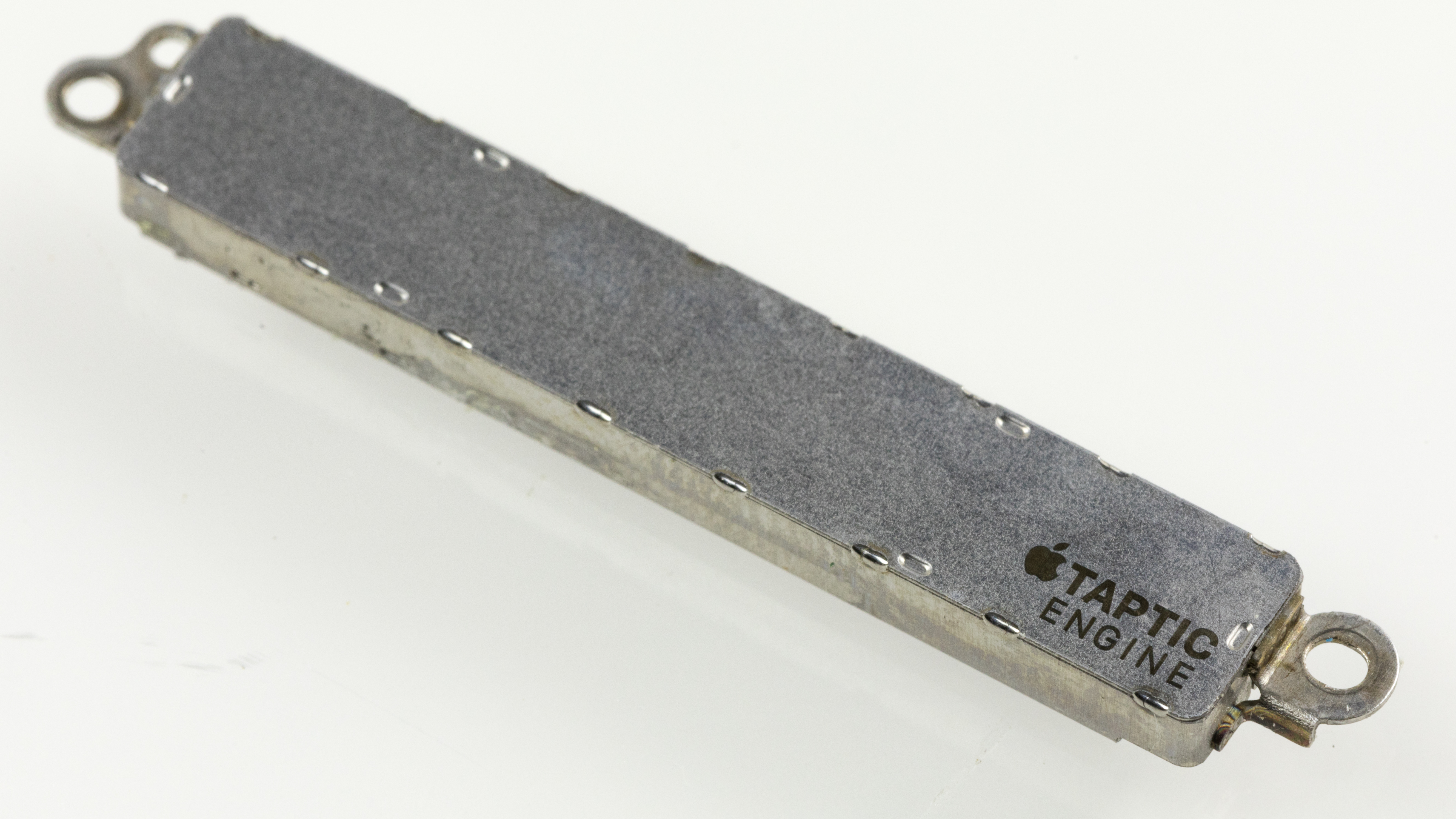
محرك النقر والاهتزاز النسخة الاولي

كما عززت الشركة استخدامه بإتاحة مكتبته البرمجية للمطورين للاستفادة من مزاياه.